# Giuseppe Tornatore
Giuseppe Tornatore (ur. 27 maja 1956 w Bagherii) – włoski reżyser, scenarzysta i producent filmowy. Za film Cinema Paradiso (1989) otrzymał Oscara dla najlepszego filmu nieanglojęzycznego i Grand Prix na 42. MFF w Cannes. Inne jego znane filmy to 1900: Człowiek legenda (1998) i Malena (2000).

## Życiorys
Giuseppe Tornatore zaczynał jako reżyser sztuk teatralnych i filmów dokumentalnych dla telewizji RAI. Debiutował w 1986 filmem Kamorysta. Jego kolejnym filmem było Cinema Paradiso (1989). Film ten zdobył między innymi Oscara, nagrodę BAFTA, Grand Prix na 42. MFF w Cannes i Cezara. Od tego filmu datuje się współpraca reżysera z kompozytorem Ennio Morricone.
W 1990 nakręcił film Wszyscy mają się dobrze z Marcello Mastroiannim. Rok później ze swoim bratem Francesciem założył wytwórnię „Sciarlo”.
W 1994 do kin wszedł czwarty film Tornatore – Czysta formalność, thriller z Gerardem Depardieu i Romanem Polańskim w rolach głównych.
Powrócił do nostalgicznego klimatu w kolejnych filmach: Sprzedawca marzeń (1995), 1900: Człowiek legenda (1998) z Timem Rothem i Malena (2000) z Monicą Bellucci.
Zasiadał w jury konkursu głównego na 50. (1993) oraz na 81. MFF w Wenecji (2024).

## Filmografia

### Reżyser
- 1985 – Kamorysta
- 1989 – Cinema Paradiso
- 1990 – Wszyscy mają się dobrze
- 1991 – La domenica specialmente (nowela Il cane blu)
- 1994 – Czysta formalność
- 1995 – Sprzedawca marzeń
- 1998 – 1900: Człowiek legenda
- 2000 – Malena
- 2006 – Nieznajoma
- 2009 – Baaria
- 2013 – Koneser
- 2016 – Korespondencja

### Scenarzysta
- 1984 – Sto dni w Palermo
- 1985 – Kamorysta
- 1989 – Cinema Paradiso
- 1990 – Wszyscy mają się dobrze
- 1994 – Czysta formalność
- 1995 – Sprzedawca marzeń
- 1995 – Il grande Fausto - telewizyjny
- 1998 – 1900: Człowiek legenda
- 2000 – Malena
- 2006 – Nieznajoma
- 2009 – Baaria
- 2013 – Koneser
- 2016 – Korespondencja

### Montażysta
- 1994 – Czysta formalność

### Producent
- 2000 – Rękopis księcia

## Nagrody
- Nagroda Akademii Filmowej
  - 1989: Cinema Paradiso
  - Najlepszy Film Nieanglojęzyczny
- Złoty Glob
  - 1990: Cinema Paradiso
  - Złoty Glob za najlepszy film zagraniczny
- Nagroda BAFTA
  - 1990: Cinema Paradiso
  - Najlepszy film zagraniczny: Najlepszy scenariusz oryginalny
- Nagroda na MFF w Cannes
  - 1990: Wszyscy mają się dobrze
  - Nagroda Jury Ekumenicznego: 1989: Cinema Paradiso
  - Grand Prix
- Nagroda na MFF w Wenecji
  - 2009: Baarìa
  - Nagroda im. Pasinettiego: 1995: Sprzedawca marzeń
  - Nagroda Specjalna Jury (ex aequo)
- Medal Per Artem ad Deum (2022)[2]